# Franz Adam (Maler)

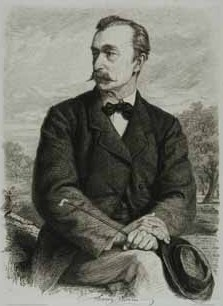
Franz Adam

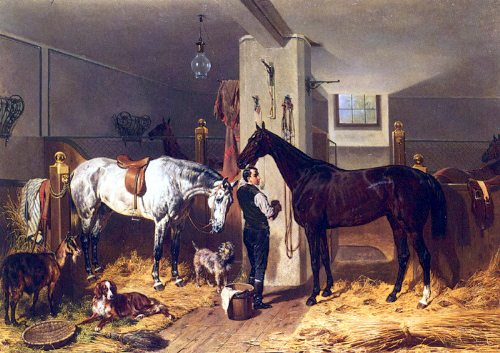
Gemälde Der Stallbursche, 1860

Franz Adam (* 4. Mai 1815 in Mailand; † 30. September 1886 in München) war ein deutscher Schlachten- und Pferdemaler sowie Lithograf.

## Leben
Der zweite Sohn des Malers Albrecht Adam nahm schon frühzeitig an den Arbeiten seines Vaters teil. Diese Zusammenarbeit wurde bis zum Tod des Vaters 1862 beibehalten.
Er machte den Feldzug von 1849 in Oberitalien mit, veröffentlichte seine Studien aus demselben in Steindruck und bereiste 1850 die Schlachtfelder von Ungarn im Auftrag des Kaisers Franz Joseph. Für diesen malte er die Schlachten von Custozza und Temesvár und mehrere lebensgroße Reiterbildnisse. Im Jahre 1859 machte er wiederum den Sardinischen Krieg in Oberitalien mit und ließ sich dann in München nieder, wo er unter anderem die Schlacht bei Solferino und den Rückzug der Franzosen aus Russland malte.
In der Zeit bis 1870 kultivierte er besonders das Sportbild. Durch den französischen Krieg gewann seine Kunst einen neuen Aufschwung, und er konnte vornehmlich die dramatische Kraft seiner Schilderung und den Reichtum seines Kolorits in den beiden Darstellungen des Kavallerie-, Bogenschützen- und Speerkämpferangriffs bei Floing in der Schlacht bei Sedan und in dem Kampf der Bayern um den Bahndamm bei Orléans (seit April 2019 im Besitz des norwegischen Kunstsammlers Ørjan Larsen), welche zu den vorzüglichsten neueren Schlachtenbildern gehören, in vollem Umfang bewähren.

## Grabstätte

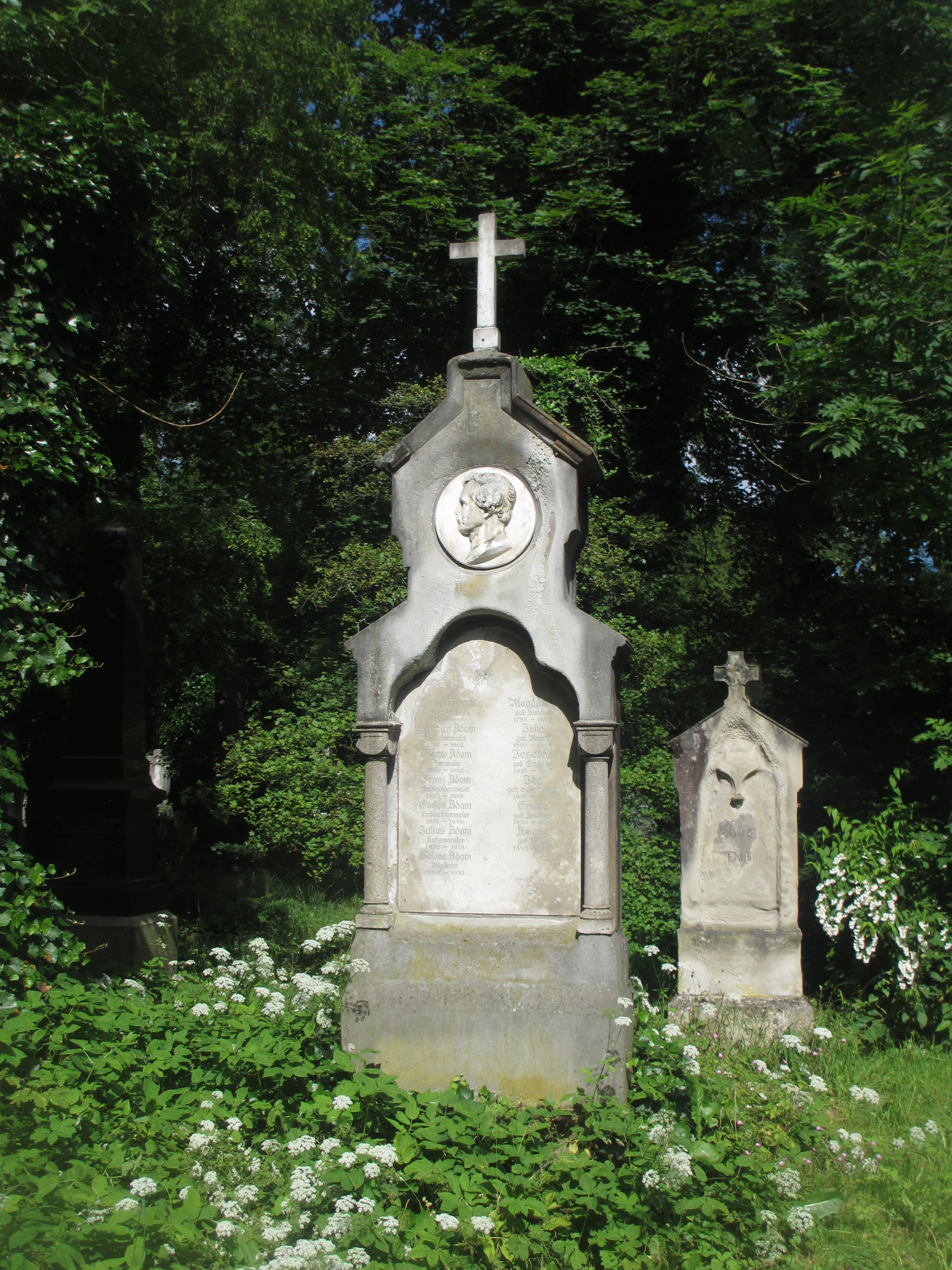
Grab von Franz Adam auf dem Alten Südlichen Friedhof in München

Die Grabstätte von Franz Adam befindet sich auf dem Alten Südlichen Friedhof in München (Gräberfeld 27 – Reihe 1 – Platz 25/26) Standort. In diesem Grab befinden sich auch sein Vater Albrecht Adam 1786–1862, sowie seine Brüder Benno Adam (1812–1892), Eugen Adam (1817–1880).

## Werke (Auswahl)
- Portrait Kaiser Franz Joseph I. von Österreich im Alter von 26 Jahren, zu Pferd – gemeinsam mit seinem Vater Albrecht, 1856. Öl auf Leinwand, 389 × 339 cm, Heeresgeschichtliches Museum, Wien.[3]
- Lagernde k. k. Truppen bei einem italienischen Dorf, 1870. Öl auf Leinwand, 105 × 153 cm, Heeresgeschichtliches Museum, Wien.
- Angriff der k.k. Truppen auf Mortara (Provinz Pavia). Feldzeugmeister d'Aspre greift mit 30 Geschützen an, undatiert, 50 × 72 cm, Heeresgeschichtliches Museum, Wien.